# Tsakhir
Le sum de Tsakhir (mongol : ᠴᠠᠬᠢᠷ
ᠰᠤᠮᠤ, cyrillique : Цахир сум, MNS : Tsakhir sum) est situé dans l'aïmag (ligue ou province) d'Arkhangai, au Centre ouest de la Mongolie.

## Photos

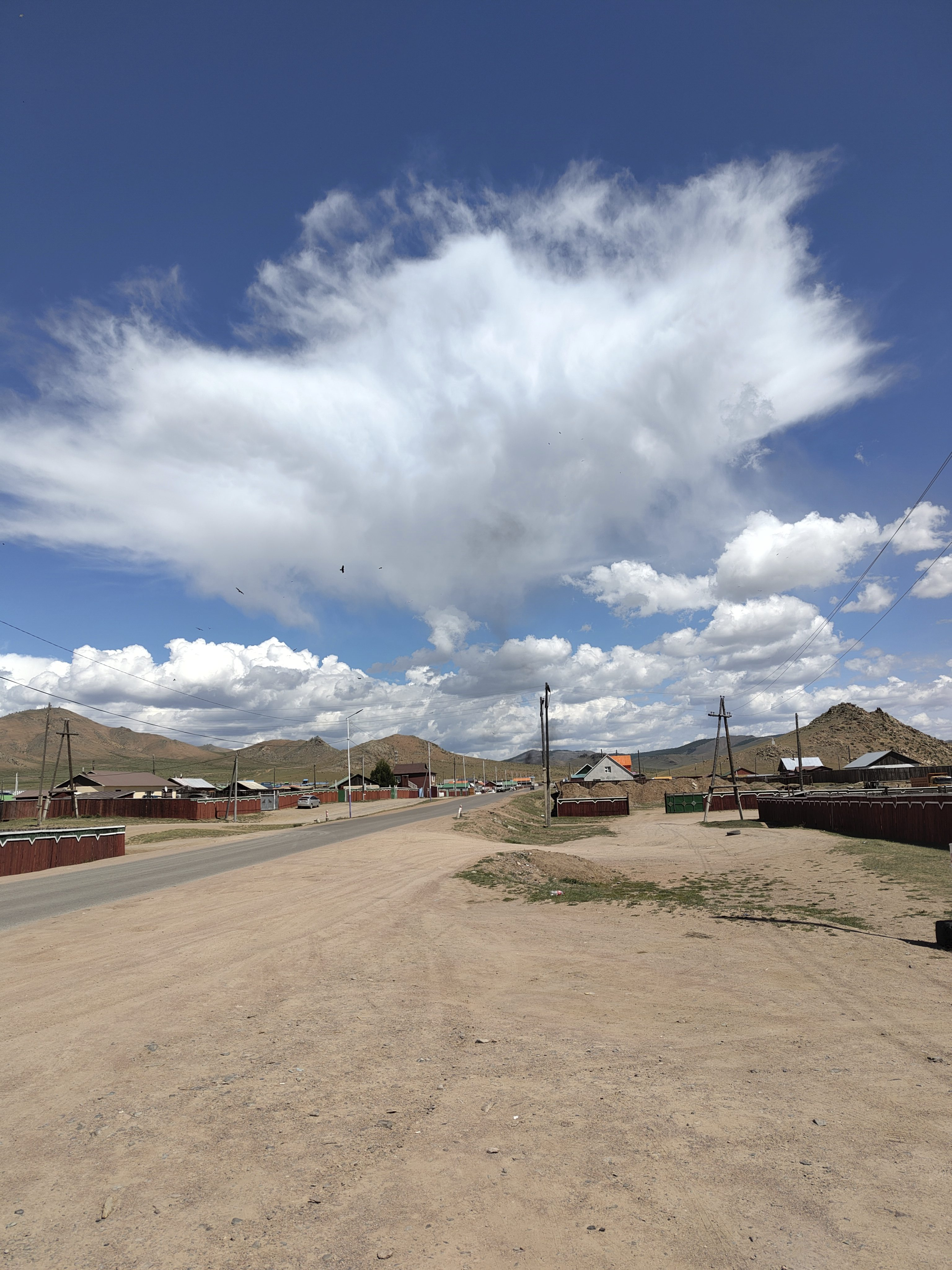
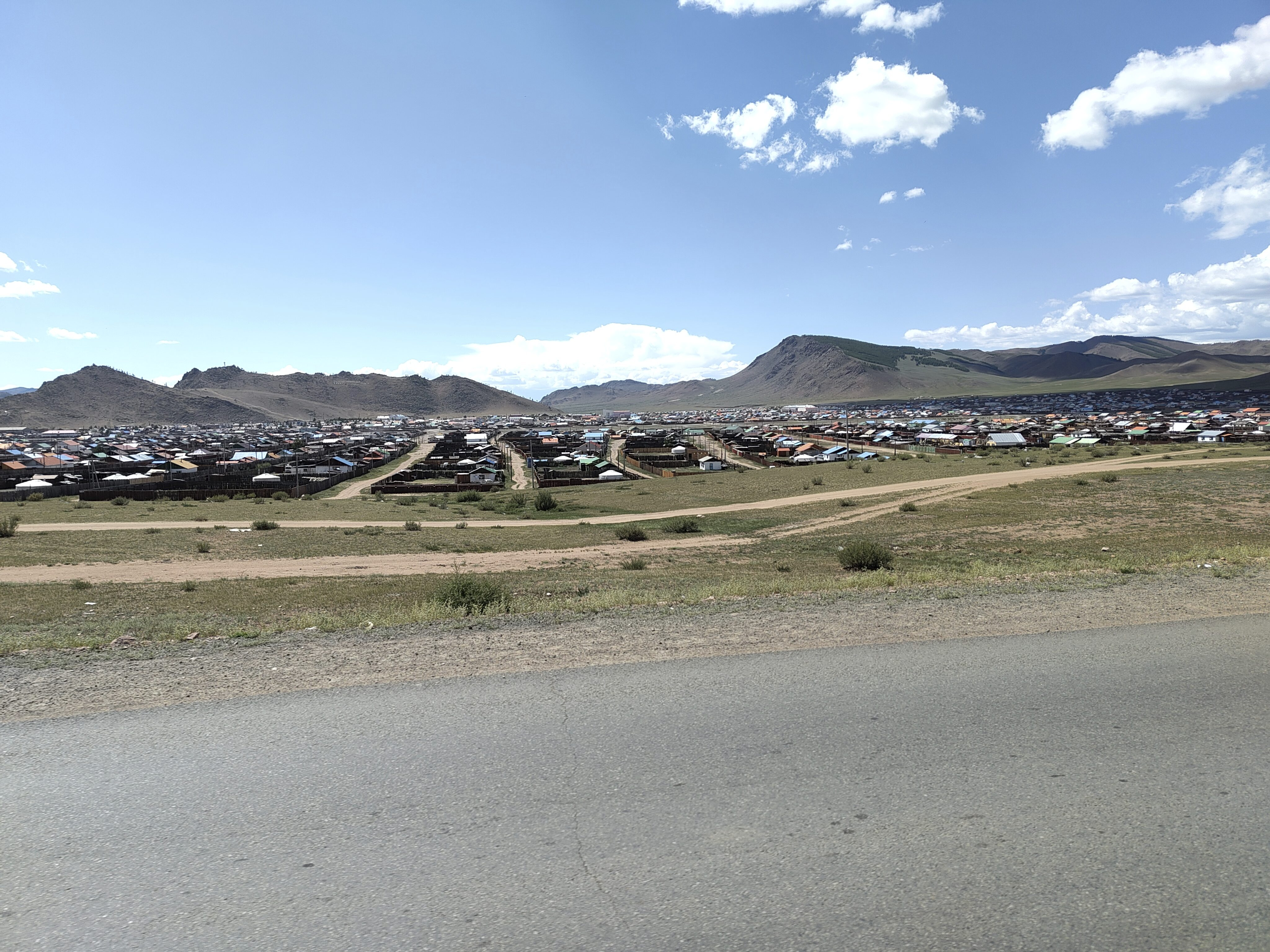
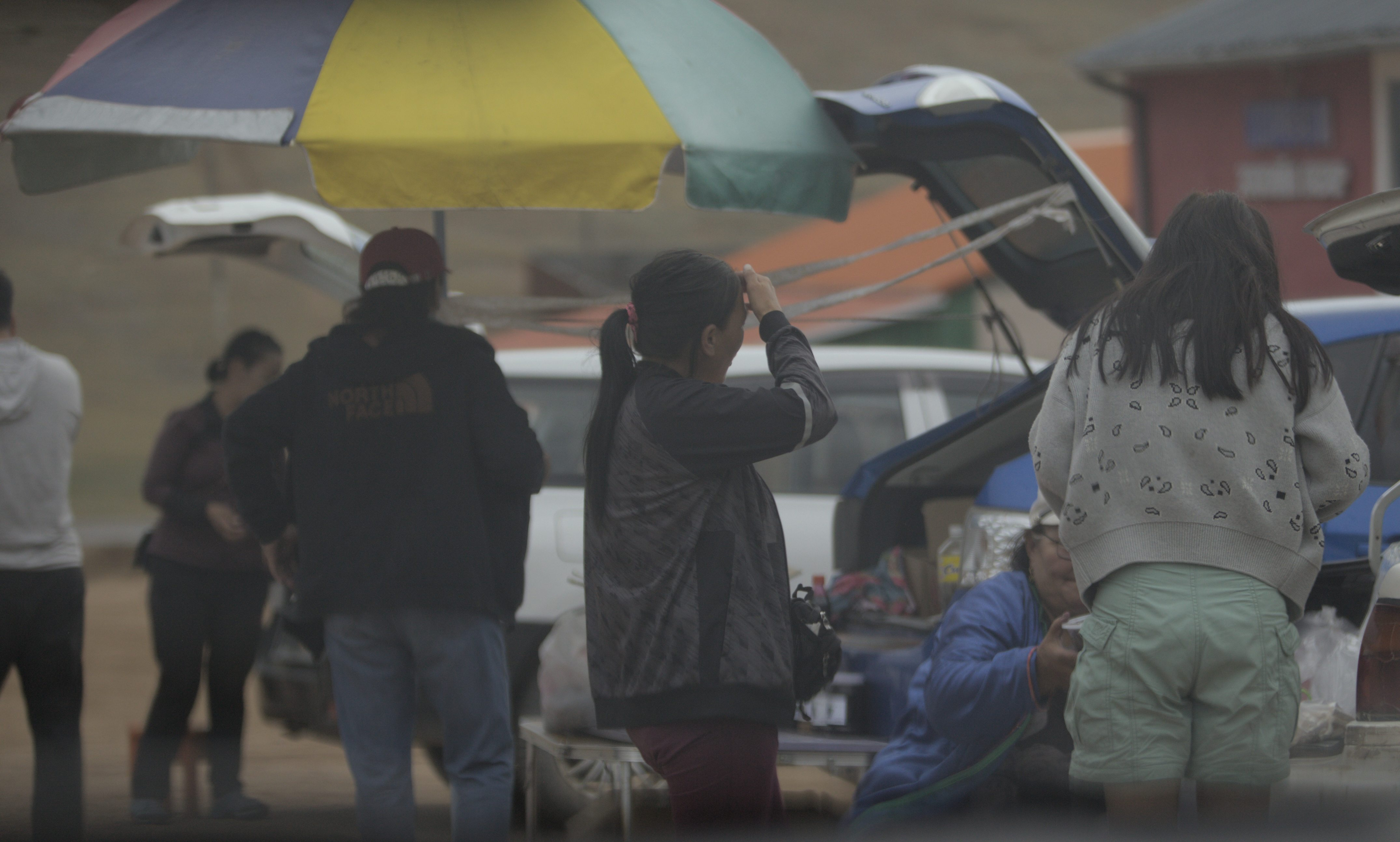
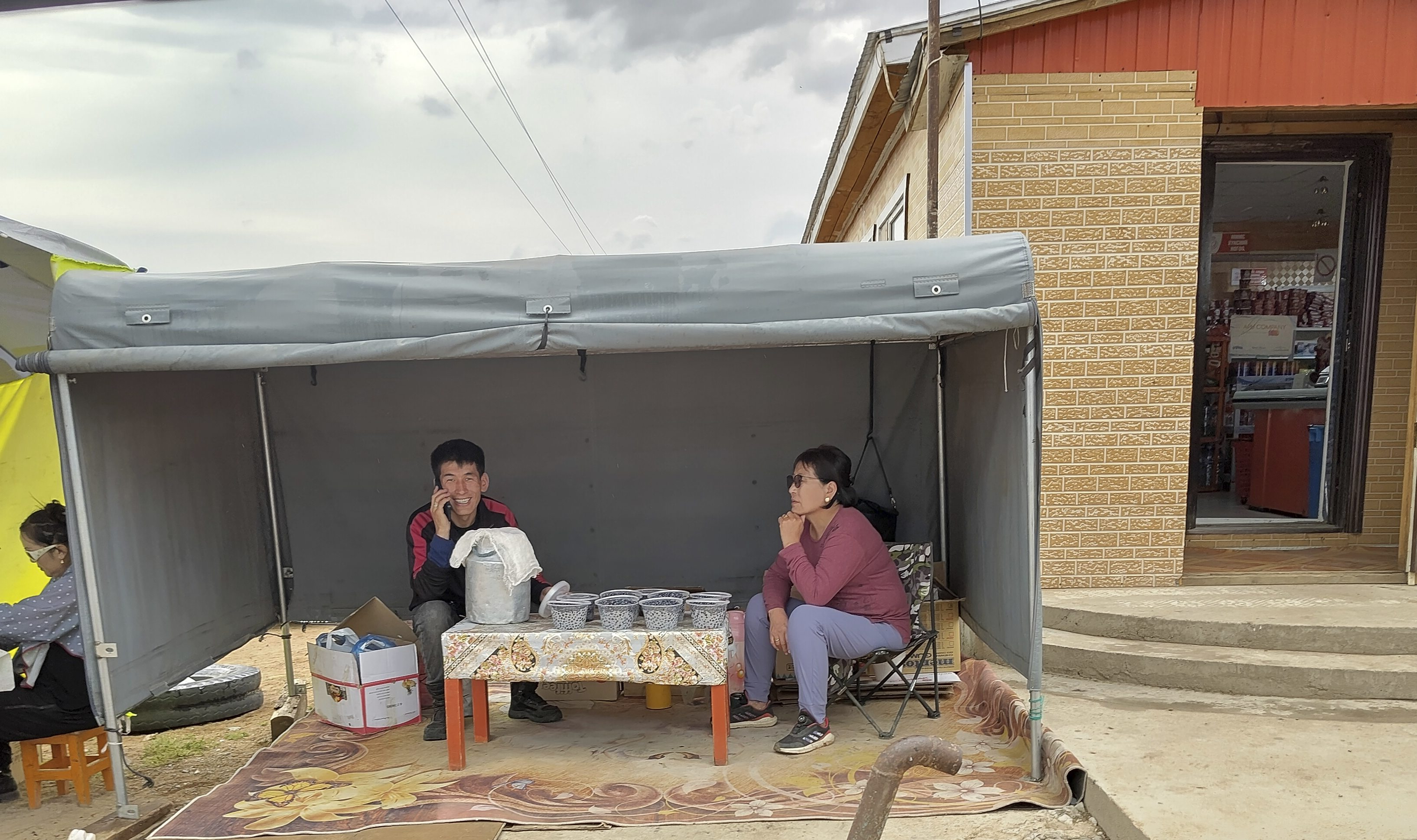